# Кукобовка (Решетиловский район)
Кукобовка (укр. Кукобівка) — село,
Кукобовский сельский совет,
Решетиловский район,
Полтавская область,
Украина.
Код КОАТУУ — 5324281401. Население по переписи 2001 года составляло 208 человек.
Является административным центром Кукобовского сельского совета, в который, кроме того, входят сёла
Дмитренки,
Долина,
Коломак,
Кузьменки и
Лютовка.

## Географическое положение
Село Кукобовка находится на правом берегу реки Ольховатая Говтва,
выше по течению на расстоянии в 1 км расположено село Кузьменки,
ниже по течению примыкает село Лютовка,
на противоположном берегу — село Долина.
Река в этом месте извилистая, образует лиманы, старицы и заболоченные озёра.
Рядом проходит автомобильная дорога М-03.